# إدوارد فاغنر
إدوارد فاغنر (بالإنجليزية: Edward Wagner)‏ هو فنان أمريكي، ولد في 1855، وتوفي في 1922.